# Tour d'Algérie
Le Tour d'Algérie est une compétition cycliste disputée par étapes. Le palmarès de cette course est le reflet de l'histoire contemporaine de ce pays. Créé en 1929 (la première édition a été remportée par Marcel Colleu, cf Miroir des sports du mois de mai 1929), le Tour d'Algérie disparaît du calendrier cycliste pour réapparaître entre 1949 et 1953. Recréé en 1970, s'adressant aux "amateurs", il connaît des vicissitudes organisationnelles.

## Histoire de la course

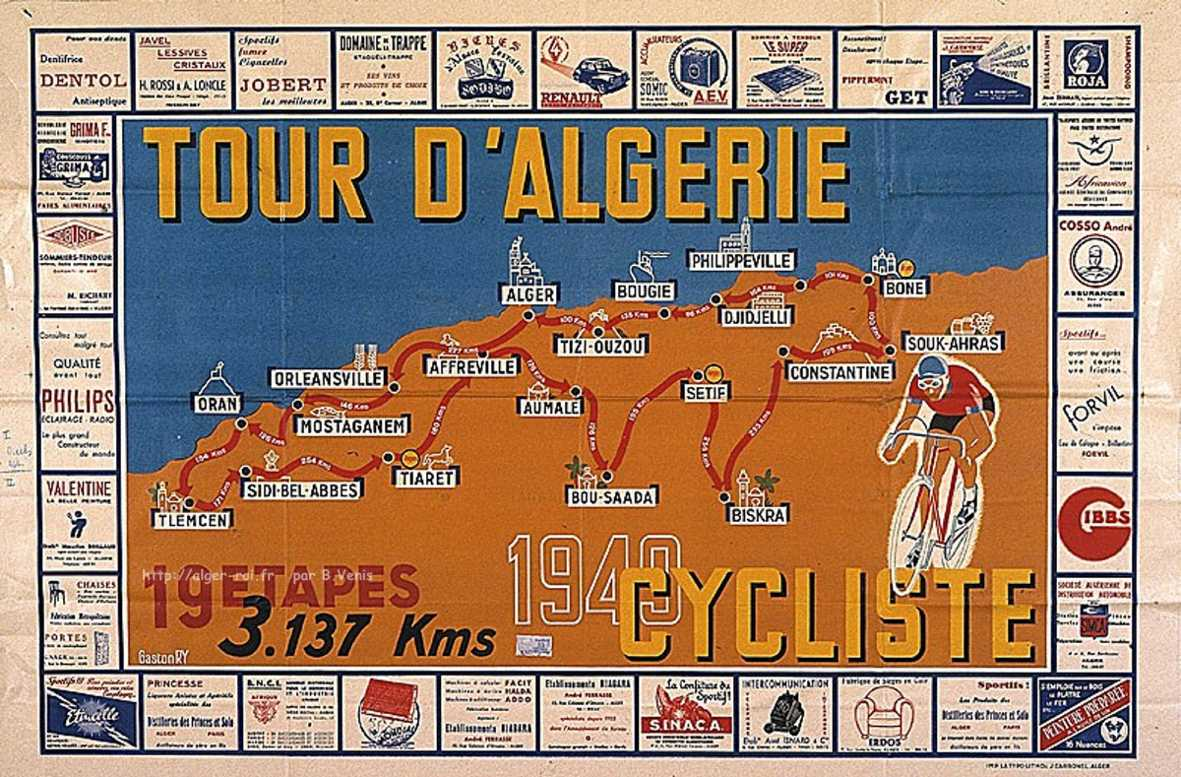
Affiche du premier Tour d'Algérie - 1949

Située entre la Mer Méditerranée et le désert saharien, l'Algérie offre aux coureurs cyclistes  et une multiplicité de reliefs, plaines, plateaux et montagnes. Mais disputé au début du printemps, ce sont aussi les conditions climatiques qui influent fortement sur la course. Ainsi le premier Tour d'Algérie qui soit organisé après l'indépendance du pays est source en 1970 de deux classements en raison de rafales de vent et d'averses de neige survenues au cours de la 7e étape sur les hauts plateaux de l'Oranie, qui avaient réduit le peloton à quelques unités.

### 1929: une épreuve sans suite

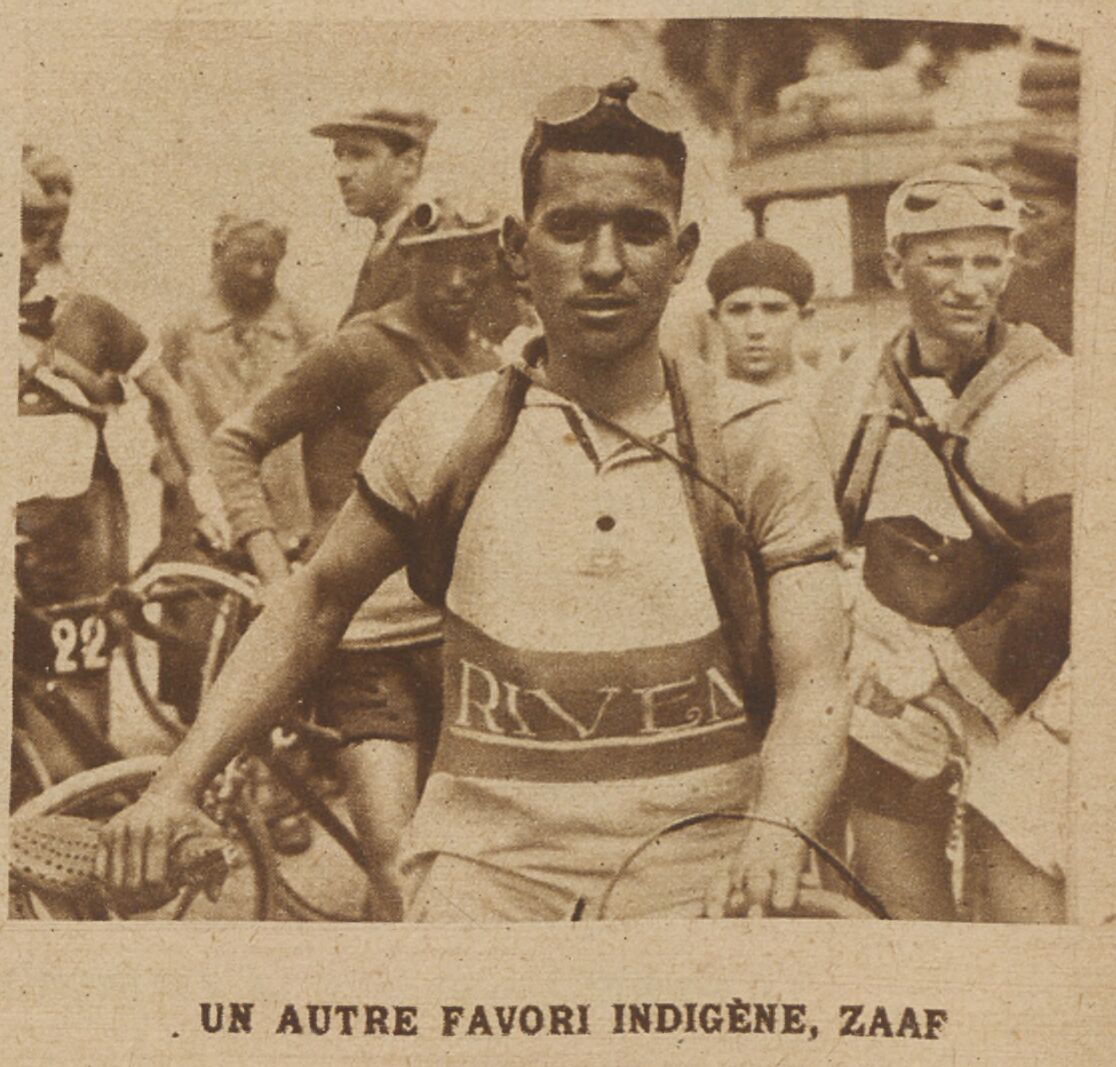
Mohamed Zaaf vainqueur 16e étape du Tour d'Algérie
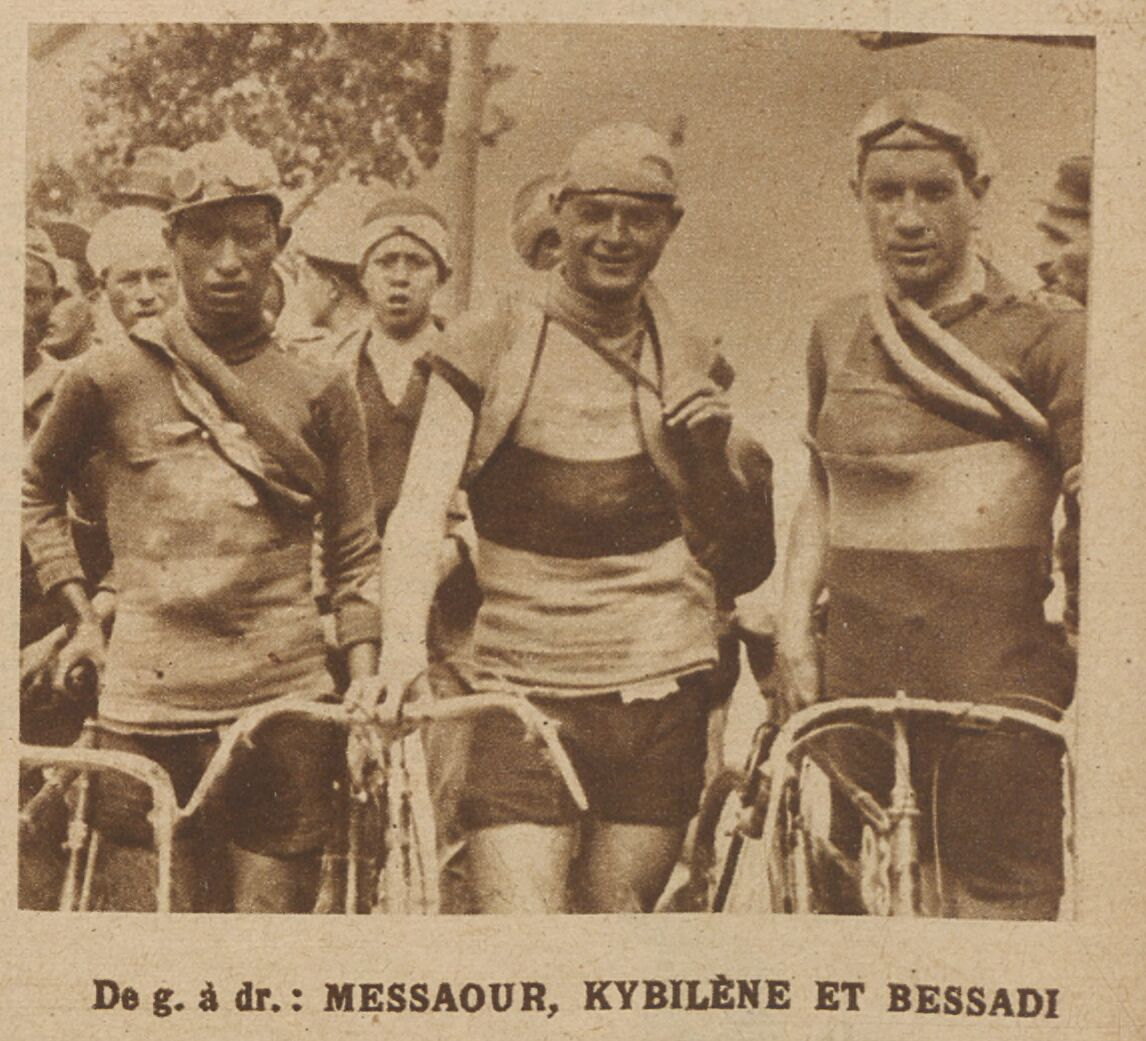
Mohamed Messaour, Abdelkader Kybilène, Saïd Bessadi
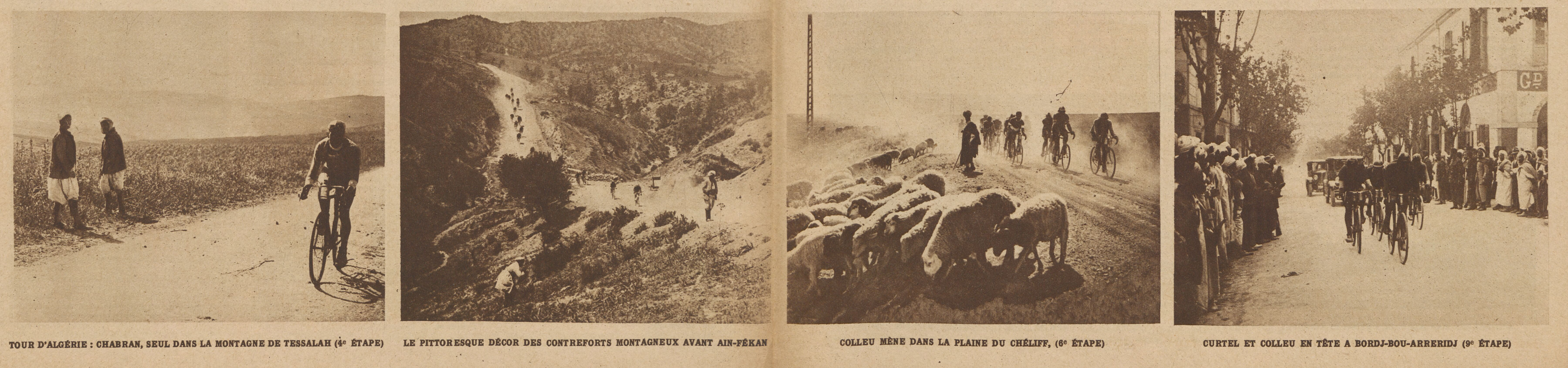
Tour d'Algérie 1929
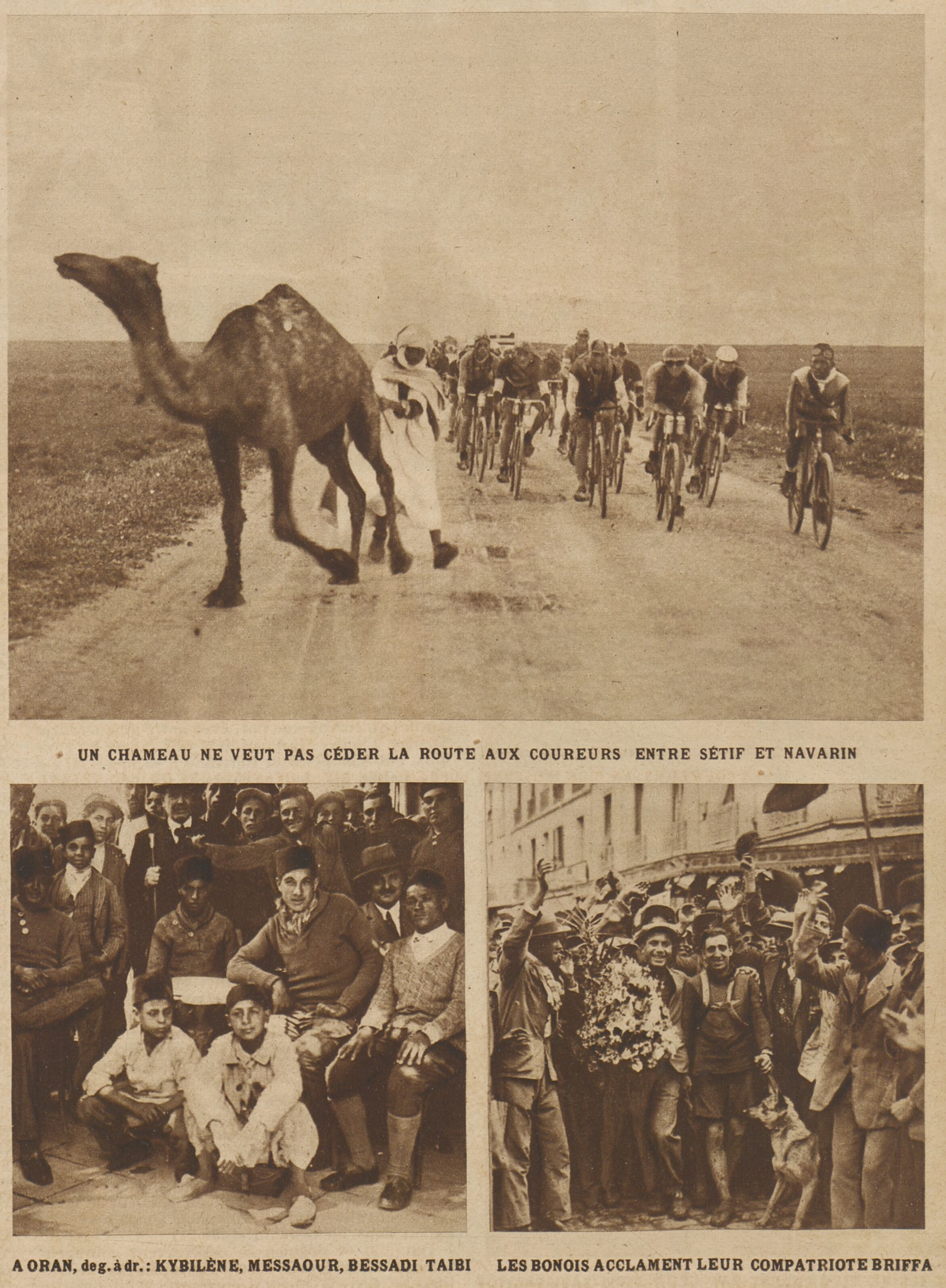
Tour d'Algérie 1929
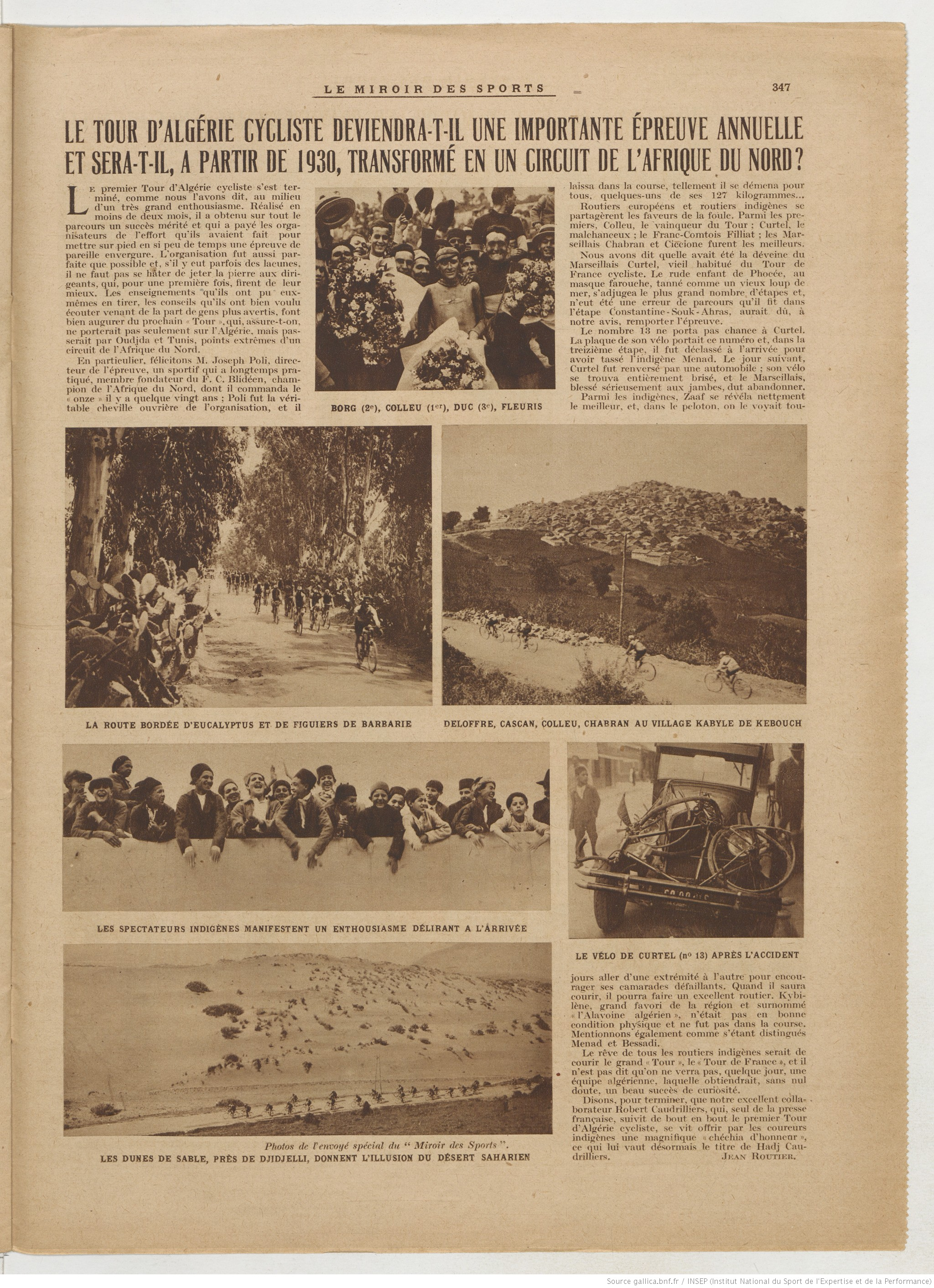
Tour d'Algérie 1929

### 1949-1953: une course du cyclisme "professionnel"
Le premier Tour d'Algérie professionnel est organisé en 1949. Entre le 13 mars et le 3 avril, les concurrents parcourent 2 707 kilomètres en 19 étapes. Partant d'Alger les coureurs prennent la direction Ouest, ils font étape à Orléanville (maintenant Chlef), Mostaganem, Oran, Tlemcen, puis cap au Sud via Sidi Bel Abbes, s'orientent vers l'Est, traversent les montagnes de l'Atlas, en la plus longue étape (254 km) et par Tiaret, Aumale, Bousaâda, arrivent à Sétif, à mi-course à peu près. C'est ensuite Biskra, Constantine et l'étape orientale Souk Ahras- Bône. Le retour vers Alger est ponctué d'étapes aux ports de Philippeville, Bougie, puis en Kabylie à Tizi Ouzou, veille de l'arrivée. Le simple énoncé du parcours montre l'immensité de la tâche des organisateurs, qui reçoivent l'aide des services coloniaux.

### Le "Tour d'Afrique du Nord" en 1951
Pour sa troisième édition le Tour d'Algérie est rebaptisé en Tour d'Afrique du Nord, appellation bizarre car se déroule peu de temps après un Tour du Maroc...remporté par Attilio Redolfi qui avait remporté la première étape en Algérie peu de temps avant. Peut-être cela tient de la concurrence entre organisateurs, le Tour d'Afrique du Nord se déroulant en mars, celui du Maroc ayant lieu en avril. Sur le premier l'hebdomadaire Miroir sprint délègue le journaliste Pierre Chany. Il rend compte durant 2 semaines. Le titre de son premier papier est : "le Tour d'Afrique du Nord a débuté dans la tempête". Il poursuit : 
- De Bou Saada à Sétif (...) les coureurs ont trouvé la pluie, le froid et le vent qui font de certaines étapes un véritable calvaire. Dans cette bataille des hauts plateaux sétiffiens 17 hommes ont disparu emportés par la tornade . (Il ne s'agit que d'une disparition du classement...)

Le reportage permet de suivre la course, dirigée par l'ancien champion Georges Speicher, d'étape en étape, les premiers jours : Blida victoire de Redolfi, Bou Saada, Sétif, victoires de André Rosseel, Constantine, Bône (Annaba), victoires de Robert Varnajo, Bizerte en Tunisie, victoire d'Angelo Menon. Cette incursion en Tunisie permet de justifier le changement d'appellation. Après un jour de repos à Bizerte, base de la Flotte française, l'étape tunisienne, entre Medjez el Bab ("où la bataille fit rage en 1943", note l'ancien FFI Pierre Chany) et Ain Draham, où sombre en perdant 20 minutes le leader Georges Meunier, le lecteur perd le fil de la course, que le journaliste ne fait qu'évoquer, pour livrer un verdict : le tour survient trop tôt dans la saison et risque d'effrayer les "champions métropolitains", dont "les saisons deviennent de plus en plus chargées". On apprend cependant que le "1er Nord-Africain" est Ahmed Kebaïli, 9e du classement final, vainqueur de l'avant-dernière étape, et bien sûr que le vainqueur est le "Flamand" Rosseel, soutenu par une solide équipe. Un petit encart publicitaire sur la même page associe les deux coureurs, Rosseel et Kébaili, et leur équipe en une victoire des bicyclettes Terrot-Dijon.

### Le Tour d'Algérie "amateurs" 1970-1988

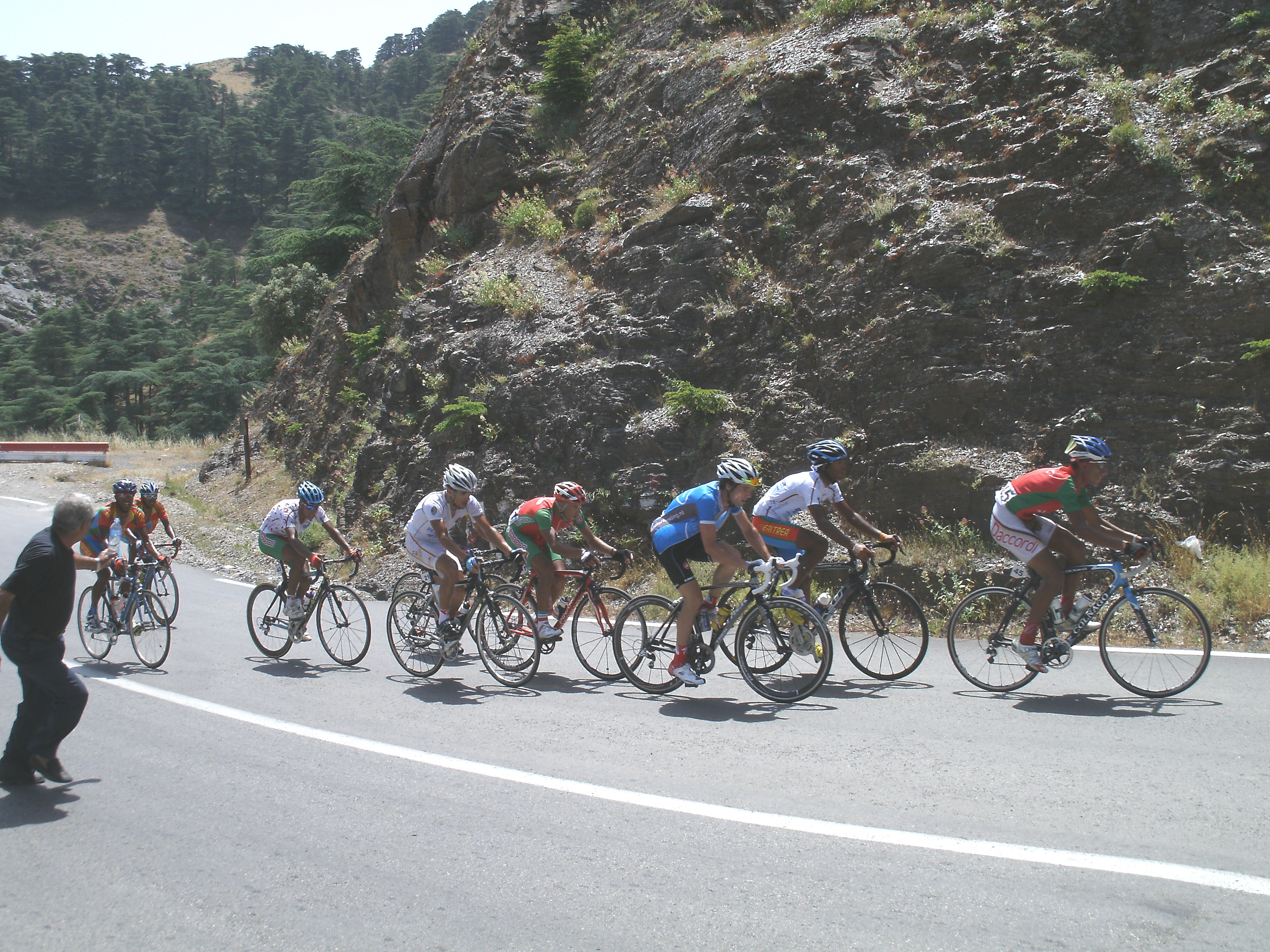
Le Tour d'Algérie 2011 dans la côte de Chréa

L'initiative de recréer le Tour d'Algérie revient à la Fédération algérienne du cyclisme. Celle-ci compte dans ses rangs plusieurs anciens coureurs qui mettent leur expérience au service du cyclisme algérien. Parmi eux le président de la commission technique, Ahmed Kebaïli est un ancien coureur du Tour de France, dont il avait pris le départ en 1950 (au sein de la première équipe nord-africaine, il terminait à la 40e place) et en 1952 (il terminait 39e). Il possède des réseaux d'influence non négligeables : emprisonné durant la lutte pour l'Indépendance, événement qui met fin à sa carrière sportive en 1955, entraîneur du club de la Gendarmerie, sont autant de titres qui ouvrent des portes pour régler les problèmes organisationnels et financiers qu'une compétition engendre. 
En 1970, prévu d'une longueur de 1 936 km, le premier tour d'Algérie depuis l'indépendance réunit 112 coureurs répartis en 16 équipes. Comme les "grands tours" des classements annexes sont mis en place. La Pologne remporte le classement des équipes, et Ryszard Szurkowski, 4e de la première partie du tour, la seule théoriquement enregistrée par l'UCI, remporte le classement par points. Le pays organisateur voit deux de ses coureurs gagner des étapes, Madjid Hamza et Tahar Zaaf, fils du coureur Abdel-Kader Zaaf, célèbre dans les années 1950. Tahar Zaaf termine à la 7e place ce Tour dominé par les équipes de Pologne et de RDA.
L'année suivante le 2e Tour d'Algérie est couru en 12 étapes pour un parcours de 1 565 kilomètres. Une équipe soviétique  est au départ. Elle l'emporte au classement des équipes et place 3 hommes parmi les 4 premiers. Le meilleur des coureurs algériens est 5e, il s'agit de Madjid Hamza. Les éditions suivantes sont dominées par les coureurs des nations cyclistes européennes. Les coureurs algériens n'arrivent pas à leur niveau. C'est sans doute une des raisons de l'arrêt de l'épreuve après 1975. Le Tour d'Algérie reprend vie en 1984 avec des ambitions internationales moindres. Mais après 1988 l'organisation de la compétition s'arrête pour de nombreuses années.

#### Les étapes du Tour d'Algérie 1970 (Ireépreuve)
| Étape    | Date    | Villes étapes               | km     | Vainqueur d’étape  |
| prologue | 7 mars  | Alger                       | 1 km   | Georges Claes      |
| 1a       | 8 mars  | Alger - Tizi Ouzou          | 100 km | Axel Peschel       |
| 1b       | 8 mars  | Tizi Ouzou - Bejaia         | 120 km | Tahar Zaaf         |
| 2        | 9 mars  | Bejaia - Djidjelli          | 95 km  | Siegfried Huster   |
| 3        | 10 mars | Djidjelli - Constantine     | 140 km | Ryszard Szurkowski |
| 4a       | 11 mars | Constantine - Batna         | 120 km | Willy Teirlinck    |
| 4b       | 11 mars | Batna - Biskra              | 105 km | Zygmunt Hanusik    |
| 5        | 13 mars | Biskra - Bou Saada          | 170 km | Daniel Verplancke  |
| 6        | 14 mars | Sor-El Ghozlane - El Khemis | 160 km | Madjid Hamza       |
| 7        | 15 mars | El Khemis - Tiaret          | 160 km | Ryszard Szurkowski |
| -------- | ------- | --------------------------- | ------ | ------------------ |

#### Les étapes du Tour d'Algérie 1970 (IIeépreuve)
| Étape | Date    | Villes étapes                                 | km     | Vainqueur d’étape |
| 8     | 16 mars | Tiaret - Mascara                              | 75 km  | Roger Loysch      |
| 9     | 17 mars | Hamman Bou Hanifla - Tlemcen                  | 175 km | Axel Peschel      |
| 10    | 19 mars | Tlemcen - Oran                                | 135 km | Zenon Czechowski  |
| 11a   | 20 mars | Oran - Mohammadia                             | 75 km  | Georges Claes     |
| 11b   | 20 mars | Mohammadia - El Asnam                         | 140 km | Georges Claes     |
| 12a   | 21 mars | El Asnam - Tenes contre-la-montre par équipes | ? km   | Pologne 2e RDA    |
| 12b   | 21 mars | Tenes - Cherchell                             | 100 km | Madjid Hamza      |
| 13    | 22 mars | Cherchell - Alger                             | 110 km | Georges Claes     |
| ----- | ------- | --------------------------------------------- | ------ | ----------------- |

#### Les étapes du Tour d'Algérie 1971
| Étape | Date    | Villes étapes                                  | km     | Vainqueur d’étape    |
| 1     | 16 mars | Alger - Cherchell                              | 140 km | Zbigniew Krzeszowiec |
| 2     | 17 mars | Cherchell - El Asnam                           | 165 km | Axel Peschel         |
| 3     | 18 mars | El Asnam - Tiaret                              | 165 km | Sven-Åke Nilsson     |
| 4     | 19 mars | Tiaret - El Khemis                             | 170 km | Ryszard Szurkowski   |
| 5     | 20 mars | El Khemis - Médéa contre-la-montre par équipes | 60 km  | Pologne 2e URSS      |
| 6     | 21 mars | Tac Sour - Bou Saada                           | 125 km | Krzysztof Stec       |
| 7     | 22 mars | Bou Saada - Biskra                             | 170 km | Ryszard Szurkowski   |
| 8     | 23 mars | Biskra - Batna                                 | 117 km | Anatoli Starkov      |
| 9     | 24 mars | Batna - Constantine                            | 117 km | Zenon Czechowski     |
| 10    | 25 mars | Constantine - Djidjelli                        | 140 km | Louis Verreydt       |
| 11    | 26 mars | Djidjelli - Bejaia                             | 96 km  | Tahar Zaaf           |
| 12    | 27 mars | Bejaia - Alger                                 | 120 km | Madjid Hamza         |
| ----- | ------- | ---------------------------------------------- | ------ | -------------------- |

#### Les étapes du Tour d'Algérie 1972
| Étape | Date      | Villes étapes             | km           | Vainqueur d’étape      |
| 1     | 21 mars   | Alger - Tizi Ouzou        | 98 km        | Ryszard Szurkowski     |
| 2     | 22 mars   | Tizi Ouzou - Bejaia       | 123 km       | Gustave Hermans        |
| 3     | 23 mars   | Sétif - Batna             | 166 km       | Frans Van Looy         |
| 4     | 24 mars   | Batna - Biskra            | 123 km       | Frans Van Looy         |
| 5     | 25 mars   | Biskra - Bou Saada        | 170 km       | Alexandre Gussiatnikov |
| 6     | 26 mars   | Boukhari - Khemis Miliana | 175 km       | Ryszard Szurkowski     |
| 7     | 28 mars   | El Khemis - Tiaret        | 167 km       | Ryszard Szurkowski     |
| 8     | 29 mars   | Tiaret - Saïda            | 170 km       | Zenon Czechowski       |
| 9     | 30 mars   | Saïda - Oran              | 180 km       | Igor Moskalev          |
| 10    | 31 mars   | Oran - Mostaganem         | 89 km        | Ryszard Szurkowski     |
| 11    | 1er avril | Ténès - Tipaza            | 138 km       | Nikolaï Gorelov        |
| 12a   | 2 avril   | Tipasa - Cherchell        | 27 km chrono | Jørn Lund              |
| 12b   | 2 avril   | Cherchell - Alger         | 100 km       | Sven-Åke Nilsson       |
| ----- | --------- | ------------------------- | ------------ | ---------------------- |

#### Les étapes du Tour d'Algérie 1973
| Étape | Date    | Villes étapes          | km           | Vainqueur d’étape      |
| 1     | 19 mars | Oran - Sidi Bel Abbès  | 75 km        | Jürgen Kraft           |
| 2     | 20 mars | Sidi Bel Abbès - Saïda | 95 km        | Tibor Debreceni        |
| 3     | 21 mars | Saïda - Tiaret         | 174 km       | Alexandre Gussiatnikov |
| 4     | 22 mars | Aflou - Laghouat       | 110 km       | Gerrie Knetemann       |
| 5     | 23 mars | Djelfa - Bou Saada     | 110 km       | Bas Hordijk            |
| 6     | 24 mars | Bou Saada - Biskra     | 170 km       | Valeri Likhatchev      |
| 7     | 25 mars | Biskra-Batna           | 117 km       | Imre Gera              |
| 8     | 26 mars | Batna - Constantine    | 117 km       | Petr Matoušek          |
| 9     | 27 mars | Constantine - Sétif    | 132 km       | Gerrie Knetemann       |
| 10    | 28 mars | Sétif - Jijel          | 65 km        | Valeri Likhatchev      |
| 11 a  | 29 mars | Jijel - Bejaia         | 96 km        | Dave Dailey            |
| 11b   | 29 mars | Bejaia - Tichi         | 15 km chrono | Mieczysław Nowicki     |
| 12    | 30 mars | Bejaia - Tizi Ouzou    | 158 km       | Bernt Johansson        |
| 13    | 31 mars | Tizi Ouzou - Alger     | 109 km       | Valeri Likhatchev      |
| ----- | ------- | ---------------------- | ------------ | ---------------------- |

#### Les étapes du Tour d'Algérie 1975
| Étape | Date      | Villes étapes                                  | km     | Vainqueur d’étape |
| 1     | 26 mars   | Blida - El Asnam                               | 177 km | Alexandre Yudine  |
| 2     | 27 mars   | El Asnam - Relizane                            | 86 km  | Alexandre Yudine  |
| 3     | 28 mars   | Relizane - Oran                                | 160 km | Alexandre Yudine  |
| 4     | 29 mars   | Oran - Tlemcen                                 | 138 km | Aavo Pikkuus      |
| 5a    | 30 mars   | Tlemcen - Sidi Bel Abbes                       | 90 km  | Alexandre Yudine  |
| 5b    |           | Sidi Bel Abbes - Saida                         | 90 km  | Aavo Pikkuus      |
| 6     | 31 mars   | Saida - Tiaret                                 | 170 km | Alexandre Yudine  |
| 7     | 1er avril | Ksar el Boukhari - Bou Saada                   | 161 km | Alexandre Yudine  |
| 8     | 2 avril   | Bou Saada - Biskra                             | 161 km | Alexandre Yudine  |
| 9a    | 3 avril   | Aïn Touta - Batna contre-la-montre par équipes | 35 km  | 1er RDA 2e URSS   |
| 9b    | 3 avril   | Batna - Constantine                            | 100 km | Aavo Pikkuus      |
| 10    | 4 avril   | Constantine- Djidjelli                         | 141 km | Wojciek Matusiak  |
| 11    | 5 avril   | Djidjelli - Yakouren                           | 150 km | Norbert Dürpisch  |
| 12    | 6 avril   | Yakouren - Alger                               | 146 km | Alexandre Yudine  |
| ----- | --------- | ---------------------------------------------- | ------ | ----------------- |

#### Les étapes du Tour d'Algérie 1985
| Étape | Villes étapes                                  | km     | Vainqueur d’étape         |
| 1     | Annaba - Constantine                           | 153 km | Sebti Benzine             |
| 2     | Constantine - Jijel                            |        | Gilles Figue              |
| 3     | Jijel - Bejaia                                 |        | Abdelkader Reguigui       |
| 4     | Bejaia - Tizi Ouzou                            |        | Abdelah Ferhat            |
| 5     | Tizi Ouzou - Blida                             |        | Pascal Dubois             |
| 6     | Chlef - Chlef                                  | 71 km  | Mostapha Nedjari          |
| 7a    | Chlef - Ain Defla contre-la-montre par équipes | 64 km  | Tunisie 2e Algérie Espoir |
| 7b    | Ain Defla - Tipaza                             | 142 km | Mostapha Afandi           |
| ----- | ---------------------------------------------- | ------ | ------------------------- |

#### Les étapes du Tour d'Algérie 1988
| Étape    | Vainqueur d’étape   |
| prologue | Marek Lesniewski    |
| 1        | Zdzisław Wrona      |
| 2        | Salim Belksir       |
| 3        | Zdzisław Wrona      |
| 4        | Zdzisław Wrona      |
| 5        | Noureddine Tchambaz |
| 6        | Falk Boden          |
| 7a       | Steffen Rein        |
| 7b       | Maik Landsmann      |
| 8        | Falk Boden          |
| 9        | Falk Boden          |
| 10       | Sebti Benzine       |
| -------- | ------------------- |

## Palmarès
| Année                                        | Vainqueur            | Deuxième              | Troisième            |  |
| -------------------------------------------- | -------------------- | --------------------- | -------------------- |  |
| Tour d'Algérie Cycliste                      |                      |                       |                      |  |
| 1929                                         | Marcel Colleu        | François Borg         | Fernand Duc          |  |
| Tour d'Algérie professionnel                 |                      |                       |                      |  |
| 1949                                         | Hilaire Couvreur     | Roger Dequesne        | Edward Van Dyck      |  |
| 1950                                         | Hilaire Couvreur     | Angelo Menon          | Alex Close           |  |
| 1951                                         | André Rosseel        | Maurice Quentin       | Robert Varnajo       |  |
| 1952                                         | Vincent Vitetta      | Jean Dotto            | Georges Meunier      |  |
| 1953                                         | Germain Derycke      | Raymond Impanis       | Maurice Neyt         |  |
| Tour d'Algérie amateur                       |                      |                       |                      |  |
| 1969,                                        | Gösta Pettersson     | Karl-Heinz Miersch    | Bart Solaro          |  |
| 1970 (1)                                     | Zygmunt Hanusik      | Piet Legierse         | Bernd Knispel        |  |
| 1970 (2)                                     | Axel Peschel         | Doug Dailey           | Johannes Knab        |  |
| 1971                                         | Zbigniew Krzeszowiec | Ivan Skosirev         | Dmitri Trichin       |  |
| 1972                                         | Frits Schur          | Jiří Háva             | Dusan Zeman          |  |
| 1973                                         | Stanisław Szozda     | Alexandre Yudine      | Ryszard Szurkowski   |  |
| 1974                                         | Pas de course        | Pas de course         | Pas de course        |  |
| 1975                                         | Sven-Åke Nilsson     | Aavo Pikkuus          | Alexandre Yudine     |  |
| 1976-1983                                    | Pas de course        | Pas de course         | Pas de course        |  |
| 1984                                         | Noureddine Tchambaz  |                       |                      |  |
| 1985                                         | Sebti Benzine        | Malek Hamza           | Gilles Figue         |  |
| 1986                                         | Salim Belksir        | Sebti Benzine         | Miklos Somogy        |  |
| 1987                                         | Abdelkader Reguigui  |                       |                      |  |
| 1988                                         | Steffen Rein         | Miroslav Liptak       | Falk Boden           |  |
| 1989-1999                                    | Pas de course        | Pas de course         | Pas de course        |  |
| Tour d'Algérie élite national                |                      |                       |                      |  |
| 2000                                         | Hichem Menad         |                       |                      |  |
| Tour d'Algérie catégorie UCI 2.5             |                      |                       |                      |  |
| 2001                                         | Mohamed Abdel-Fatah  | Ahmed El Nady         | Mohamed Khaled Ahmed |  |
| Tour d'Algérie élite national                |                      |                       |                      |  |
| 2002                                         | Omar Slimane Zitoune |                       |                      |  |
| 2003                                         | Mohamed Er Regragui  |                       |                      |  |
| 2004-2010                                    | Pas de course        | Pas de course         | Pas de course        |  |
| Tour d'Algérie UCI Africa Tour catégorie 2.2 |                      |                       |                      |  |
| 2011                                         | Azzedine Lagab       | Adil Jelloul          | Natnael Berhane      |  |
| 2012                                         | Natnael Berhane      | Adil Jelloul          | Joaquín Sobrino      |  |
| 2013                                         | Víctor de la Parte   | Stefan Schumacher     | Constantino Zaballa  |  |
| 2014                                         | Mekseb Debesay       | Devid Tintori         | Ying Hon Yeung       |  |
| 2015                                         | Hichem Chaabane,     |                       |                      |  |
| 2016                                         | Luca Wackermann      |                       |                      |  |
| Tour d'Algérie élite national                |                      |                       |                      |  |
| 2017                                         | Ali Nouisri          | Azzedine Lagab        |                      |  |
| Tour d'Algérie UCI Africa Tour catégorie 2.2 |                      |                       |                      |  |
| 2018                                         | Azzedine Lagab       | Abderrahmane Mansouri | Gabriel Reguero      |  |
| 2019-2021                                    | Pas de course        | Pas de course         | Pas de course        |  |
| Tour d'Algérie élite national                |                      |                       |                      |  |
| 2022                                         | Hamza Mansouri       | Islam Mansouri        | Yacine Hamza         |  |
| Tour d'Algérie UCI Africa Tour catégorie 2.2 |                      |                       |                      |  |
| 2023                                         | Paul Hennequin       | Edoardo Sandri        | Aklilu Gebrehiwet    |  |
| Tour d'Algérie Cycliste                      |                      |                       |                      |  |
| 2024                                         | Nassim Saidi         | Lars Quaedvlieg       | Christopher Lagane   |  |
| 2025                                         | Hamza Amari          | Rutger Wouters        | Youcef Reguigui      |  |

## Statistiques et records
| # | Coureurs             | Victoires | Deuxième | Troisième | Total |
| - | -------------------- | --------- | -------- | --------- | ----- |
| 1 | Azzedine Lagab       | 2         | 1        | 0         | 3     |
| 2 | Hilaire Couvreur     | 2         | 0        | 0         | 2     |
| 3 | Natnael Berhane      | 1         | 0        | 1         | 2     |
| 4 | André Rosseel        | 1         | 0        | 0         | 1     |
| 4 | Vincent Vitetta      | 1         | 0        | 0         | 1     |
| 4 | Germain Derycke      | 1         | 0        | 0         | 1     |
| 4 | Gösta Pettersson     | 1         | 0        | 0         | 1     |
| 4 | Zygmunt Hanusik      | 1         | 0        | 0         | 1     |
| 4 | Axel Peschel         | 1         | 0        | 0         | 1     |
| 4 | Zbigniew Krzeszowiec | 1         | 0        | 0         | 1     |
| 4 | Frits Schur          | 1         | 0        | 0         | 1     |
| 4 | Stanisław Szozda     | 1         | 0        | 0         | 1     |
| 4 | Sven-Åke Nilsson     | 1         | 0        | 0         | 1     |
| 4 | Noureddine Tchambaz  | 1         | 0        | 0         | 1     |
| 4 | Sebti Benzine        | 1         | 0        | 0         | 1     |
| 4 | Salim Belksir        | 1         | 0        | 0         | 1     |
| 4 | Abdelkader Reguigui  | 1         | 0        | 0         | 1     |
| 4 | Steffen Rein         | 1         | 0        | 0         | 1     |
| 4 | Mohamed Abdel-Fatah  | 1         | 0        | 0         | 1     |
| 4 | Mohamed Er Regragui  | 1         | 0        | 0         | 1     |
| 4 | Víctor de la Parte   | 1         | 0        | 0         | 1     |
| 4 | Mekseb Debesay       | 1         | 0        | 0         | 1     |
| 4 | Ali Nouisri          | 1         | 0        | 0         | 1     |
| 4 | Paul Hennequin       | 1         | 0        | 0         | 1     |
| 4 | Nassim Saidi         | 1         | 0        | 0         | 1     |

| #  | Pays               | Victoires | Deuxième | Troisième | Total |
| -- | ------------------ | --------- | -------- | --------- | ----- |
| 1  | Algérie            | 9         | 4        | 1         | 14    |
| 2  | Belgique           | 4         | 2        | 3         | 9     |
| 3  | Pologne            | 3         | 0        | 1         | 4     |
| 4  | France             | 2         | 3        | 3         | 8     |
| 5  | Allemagne de l'Est | 2         | 1        | 2         | 5     |
| 6  | Érythrée           | 2         | 0        | 2         | 4     |
| 7  | Suède              | 2         | 0        | 0         | 2     |
| 8  | Pays-Bas           | 1         | 2        | 1         | 4     |
| 9  | Maroc              | 1         | 2        | 0         | 3     |
| 10 | Égypte             | 1         | 1        | 1         | 3     |
| 11 | Espagne            | 1         | 0        | 3         | 4     |
| 12 | Tunisie            | 1         | 0        | 0         | 1     |
| 13 | Italie             | 0         | 3        | 0         | 3     |
| 14 | Union soviétique   | 0         | 3        | 2         | 5     |
| 15 | Tchécoslovaquie    | 0         | 2        | 1         | 3     |
| 16 | Allemagne          | 0         | 1        | 1         | 2     |
| 17 | Royaume-Uni        | 0         | 1        | 0         | 1     |
| 18 | Hong Kong          | 0         | 0        | 1         | 1     |
| 18 | Hongrie            | 0         | 0        | 1         | 1     |
| 18 | Maurice            | 0         | 0        | 1         | 1     |

| #  | Pays               | Victoires |
| -- | ------------------ | --------- |
| 1  | Algérie            | 38        |
| 2  | Belgique           | 36        |
| 3  | France             | 30        |
| 4  | Pologne            | 19        |
| 4  | Union soviétique   | 19        |
| 6  | Allemagne de l'Est | 10        |
| 7  | Égypte             | 7         |
| 7  | Italie             | 7         |
| 7  | Maroc              | 7         |
| 10 | Érythrée           | 6         |
| 11 | Pays-Bas           | 4         |
| 11 | Suède              | 4         |
| 13 | Allemagne          | 3         |
| 14 | Hongrie            | 2         |
| 14 | Espagne            | 2         |
| 14 | Royaume-Uni        | 2         |
| 17 | Danemark           | 1         |
| 17 | Ukraine            | 1         |
| 17 | Suisse             | 1         |
| 17 | Tchécoslovaquie    | 1         |
| 17 | Maurice            | 1         |
| 22 | Tunisie            | -         |

| #  | Coureurs               | Victoires |
| -- | ---------------------- | --------- |
| 1  | Edward Van Dyck        | 8         |
| 1  | Ryszard Szurkowski     | 8         |
| 1  | Alexandre Yudine       | 8         |
| 4  | André Rosseel          | 7         |
| 5  | Abdel-Kader Zaaf       | 4         |
| 5  | Germain Derycke        | 4         |
| 7  | Fares Allik            | 3         |
| 7  | Falk Boden             | 3         |
| 7  | Georges Claes          | 3         |
| 7  | Zenon Czechowski       | 3         |
| 7  | Madjid Hamza           | 3         |
| 7  | Valeri Likhatchev      | 3         |
| 7  | Angelo Menon           | 3         |
| 7  | René Oreel             | 3         |
| 7  | Axel Peschel           | 3         |
| 7  | Aavo Pikkuus           | 3         |
| 7  | Nello Sforacchi        | 3         |
| 7  | Mohamed Abdel-Fatah    | 3         |
| 7  | Ahmed Mohamed Khaled   | 3         |
| 7  | Zdzisław Wrona         | 3         |
| 21 | Natnael Berhane        | 2         |
| 21 | Salim Belksir          | 2         |
| 21 | Alexandre Gussiatnikov | 2         |
| 21 | Ahmed Kebaïli          | 2         |
| 21 | Gerrie Knetemann       | 2         |
| 21 | Azzedine Lagab         | 2         |
| 21 | Zinedine Merabet       | 2         |
| 21 | Jacques Moujica        | 2         |
| 21 | Sven-Åke Nilsson       | 2         |
| 21 | Attilio Redolfi        | 2         |
| 21 | Frans Van Looy         | 2         |
| 21 | Robert Varnajo         | 2         |
| 21 | Tahar Zaaf             | 2         |
| 21 | Marcel Zelasco         | 2         |